# 八一式馬步槍
八一式馬步槍，是1940年八路軍晉冀豫抗日根據地兵工廠工程師劉貴福设计的一種栓式步槍。该枪口徑7.92毫米，全重3.36公斤，其外表好像是三八式卡賓槍一样加上一枝可摺疊起來的長刺釘，此種長刺釘的橫切面呈三棱形，而其後中華人民共和國所生产的槍械當中也有出現此種長刺釘，例如63式自動步槍。
原本被稱為「無名式步槍」但因呈上給中共高層時正好是8月1日而改稱為「八一式馬步槍」，同年9月開始把設計圖發放到各抗日根據地的兵工廠生產，總共生產了約8700枝，其原料是拿取在日軍佔領區的鐵軌，初時遇上撞針品質不良的問題，由鐵軌造的撞針不是太脆易折斷就是太軟易變形，後來找來民間造篆刻刀的工匠才把問題解決。

## 相關條目

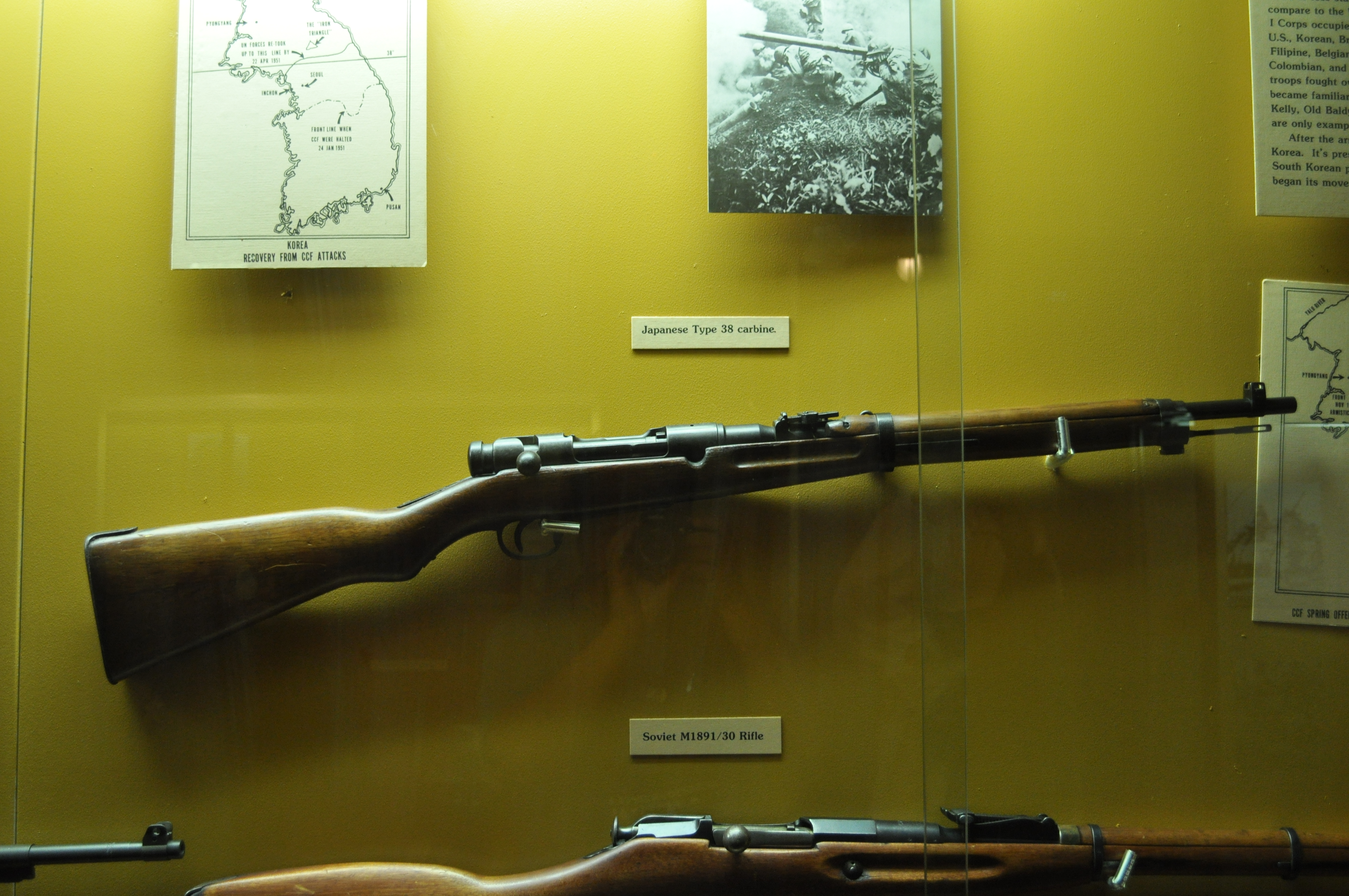
八一式馬步槍的外表很像是一枝三八式卡賓槍加上一枝長針形刺刀，圖為三八式卡賓槍

## 外部連結
八一式馬步槍的誕生 （页面存档备份，存于）
（页面存档备份，存于）